# Protancepaspis bidentata
Protancepaspis bidentata är en insektsart som beskrevs av Borchsenius och Bustshik 1959. Protancepaspis bidentata ingår i släktet Protancepaspis och familjen pansarsköldlöss. Inga underarter finns listade i Catalogue of Life.